# 卡尔佩尼亚
卡尔佩尼亚（義大利語：Carpegna），是意大利佩萨罗-乌尔比诺省的一个市镇。总面积28.31平方公里，人口1683人，人口密度59.4人/平方公里（2008年）。ISTAT代码为041009。